# Am Rhyn-Haus
Das Am Rhyn-Haus steht in der Altstadt der Schweizer Stadt Luzern neben dem Luzerner Rathaus. Das Gebäude befindet sich auf der Liste der Kulturgüter in Luzern als national bedeutend.

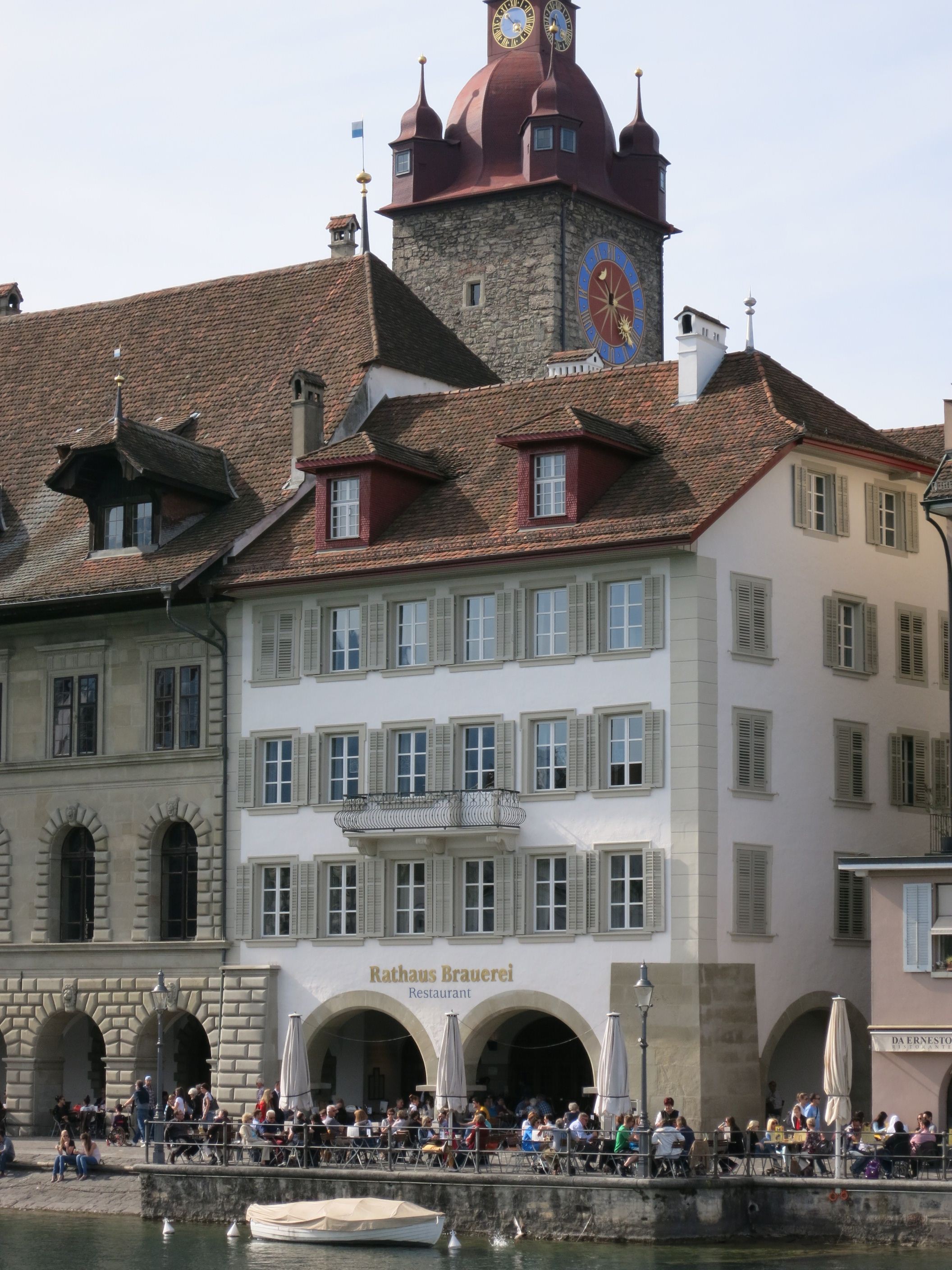
Hinterhaus an der Reuss mit Restaurant

## Gebäude
Der Patrizierpalais besteht aus einem Vorderhaus an der Furrengasse und einem Hinterhaus mit Arkaden direkt an der Reuss. Verbunden sind die beiden Gebäude durch eine Loggia. Es bestehen auch Türen zum benachbarten Rathaus.

## Geschichte
1616 bis 1617 wurde das vordere Haus erbaut, der flussseitige Gebäudeteil 1707. Von 2020 bis 2022 fand eine umfassende Sanierung des gesamten Komplexes statt.

## Nutzung
Ursprünglich war es der Wohnsitz der Luzerner Patrizierfamilie Am Rhyn.
Später war bis im Jahr 2018 das Picasso-Museum (heute: Sammlung Rosengart) im Vorderhaus. Das Hinterhaus nutzte exklusiv der Stadtrat. 
Seit der Sanierung vermietet die Stadt Luzern je drei Räume im Vorder- und Hinterhaus für verschiedene Anlässe. Im Untergeschoss und unter den Arkaden ist das Restaurant «Rathaus Brauerei» eingerichtet.